# Optaleus
Optaleus is een geslacht van kevers uit de familie  
kniptorren (Elateridae).
Het geslacht is voor het eerst wetenschappelijk beschreven in 1857 door Candèze.

## Soorten
Het geslacht omvat de volgende soorten:
- Optaleus argentatus Candèze, 1874
- Optaleus cribratus (Blanchard, 1844)
- Optaleus fasciatus Candèze, 1857
- Optaleus limbatus Candèze, 1857
- Optaleus paleolatus Candèze, 1857